# Carex fargesii
Carex fargesii är en halvgräsart som beskrevs av Adrien René Franchet. Carex fargesii ingår i släktet starrar, och familjen halvgräs. Inga underarter finns listade i Catalogue of Life.